# 5722 Johnscherrer
5722 Johnscherrer este un asteroid din centura principală de asteroizi.

## Descriere
5722 Johnscherrer este un asteroid din centura principală de asteroizi. A fost descoperit pe 2 mai 1986 la Observatorul Palomar, în cadrul proiectului INAS. Asteroidul prezintă o orbită caracterizată de o semiaxă mare de 2,22 ua, o excentricitate de 0,15 și o înclinație de 6,4° în raport cu ecliptica.